# Campeche (municipi)
Campeche és un municipi de l'estat de Campeche. San Francisco de Campeche és el cap de municipi i principal centre de població d'aquesta municipalitat. Aquest municipi és a la part sud de l'estat de Campeche. Limita al nord amb el municipi de Tenabo, al sud amb Champotón, a l'oest amb el Golf de Mèxic i a l'est amb Hopelchén.